# União Desportiva Caranguejeira
O União Desportiva da Caranguejeira é um clube de futebol de Portugal. A sua sede fica na vila de Caranguejeira.

### Histórico
- 1978 : fundação do União Desportiva da Caranguejeira

### Títulos
- Campeonato de Honra "LizSport”: 1998/99
- 1ª Divisão AF Leiria: 1999/00
- Supertaça António Vieira Ascenso: 1998/99

### Classificações
|           | I | II | III | IV | V  | VI | Pts    | J  | V  | E  | D  | G.M. | G.S. | Diff. |
| 2009-2010 |   |    |     |    |    |    |        |    |    |    |    |      |      |       |
| 2008-2009 |   |    |     |    | 15 |    | 27 pts | 30 | 5  | 12 | 13 | 24   | 41   | -17   |
| 2007-2008 |   |    |     | 14 |    |    | 3 pts  | 26 | 1  | 0  | 25 | 9    | 78   | -69   |
| 2006-2007 |   |    |     | 12 |    |    | 38 pts | 30 | 10 | 8  | 12 | 29   | 35   | -6    |
| 2005-2006 |   |    |     | 8  |    |    | 45 pts | 32 | 11 | 12 | 9  | 39   | 35   | +4    |
| 2004-2005 |   |    |     | 2  |    |    | 61 pts | 34 | 17 | 10 | 7  | 55   | 33   | +22   |
| 2003-2004 |   |    |     | 11 |    |    | 46 pts | 34 | 12 | 10 | 12 | 52   | 42   | +10   |
| 2002-2003 |   |    |     | 10 |    |    | 41 pts | 32 | 11 | 8  | 13 | 38   | 48   | -10   |
| 2001-2002 |   |    |     | 14 |    |    | 36 pts | 34 | 9  | 9  | 16 | 43   | 54   | -21   |
| 2000-2001 |   |    |     | 10 |    |    | 42 pts | 34 | 11 | 9  | 14 | 38   | 45   | -7    |
| 1999-2000 |   |    |     | 14 |    |    | 38 pts | 34 | 9  | 11 | 14 | 33   | 48   | -15   |
| 1998-1999 |   |    |     |    | 1  |    | 62 pts | 30 | 18 | 8  | 4  | 58   | 28   | +30   |

## História
O clube foi fundado em 1978 e o seu actual presidente é Zulmira Ferreira. A equipa de seniores participou durante alguns anos no campeonato nacional da 3ª divisão, série D. Na época de 2007/2008 sofreu uma goleada histórica em casa, 0-11.

## Marca do equipamento e patrocínio
A equipa de futebol utiliza equipamento da marca mikaso e tem o patrocínio da Valco - Madeiras e Derivados, SA.

## Fotos

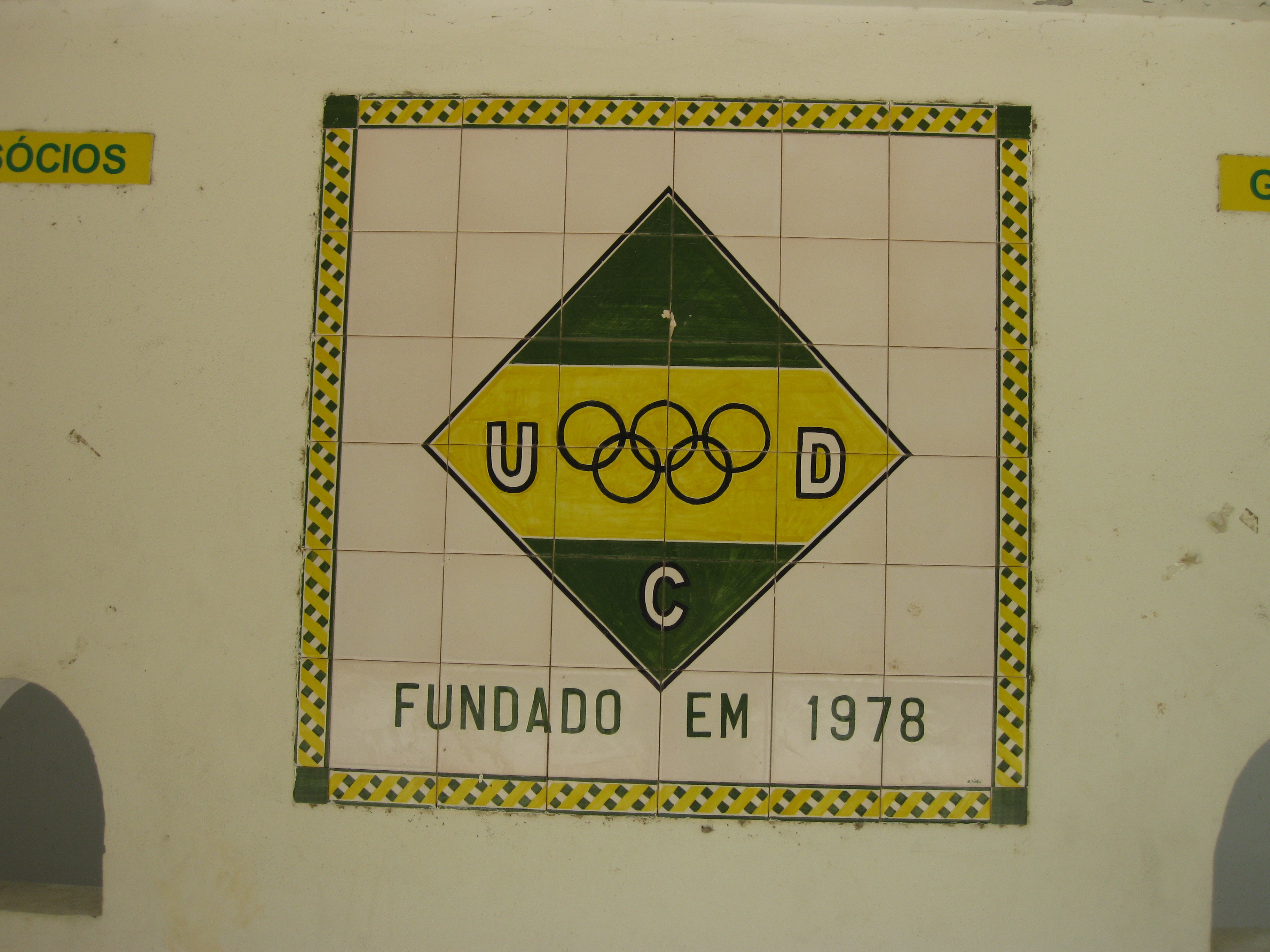
Logo do U.D. Caranguejeira